# Morcheeba

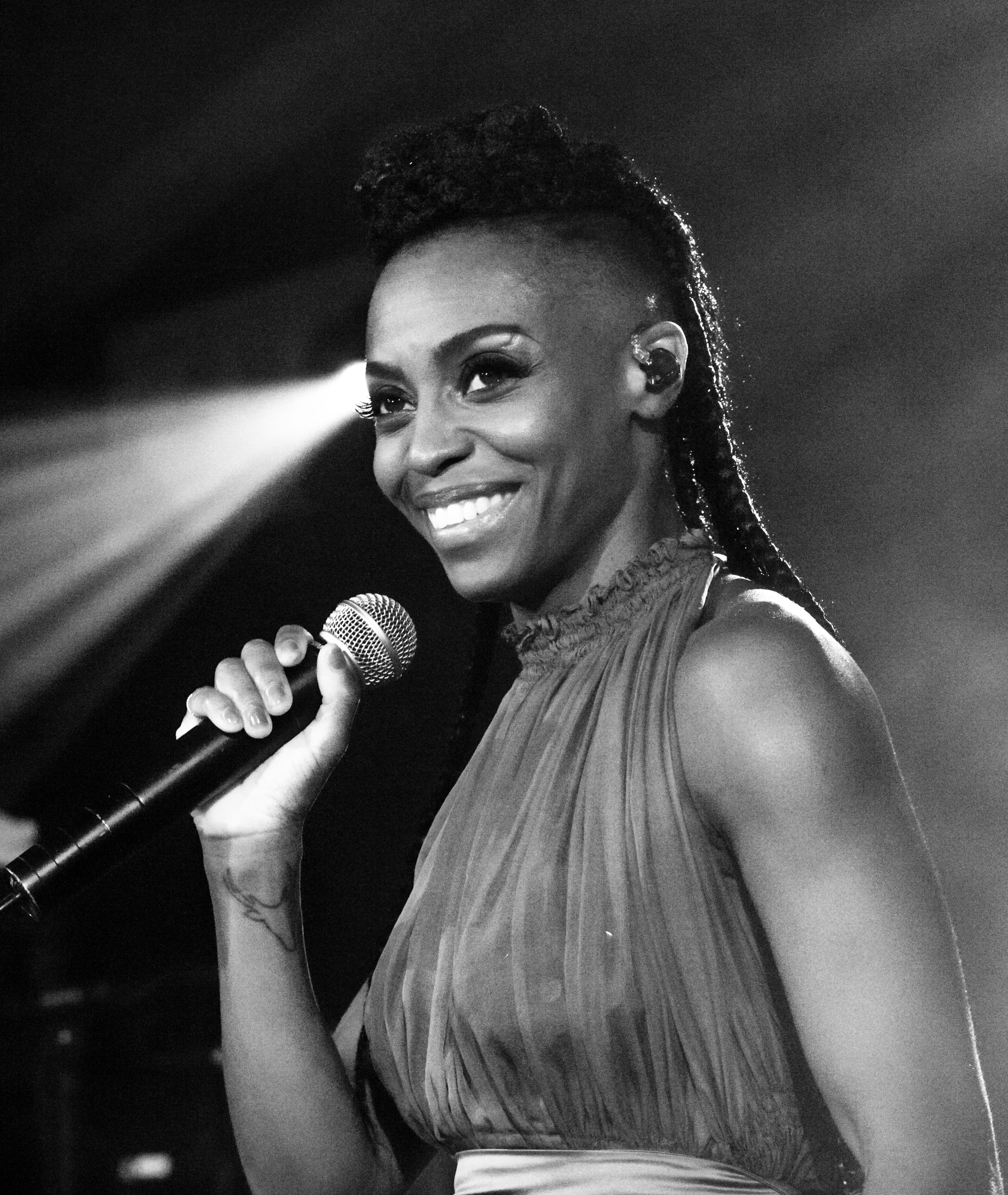
Skye Edwards allo Zelt-Musik-Festival di Friburgo, Germania nel 2018

I Morcheeba (pronuncia: [ˈmɔrˈʧiba]) sono un gruppo musicale britannico originario di Londra.
L'esordio della band risale al 1995, con quella che è considerata la storica formazione del gruppo: Skye Edwards (voce), Paul Godfrey (disc jockey) e Ross Godfrey (chitarrista e tastierista).
Affermatisi sulla scena Trip hop inglese al termine degli anni novanta, la loro fama si è protratta ed accresciuta nel tempo. Nel corso della loro carriera ventennale, hanno abbracciato con l'utilizzo dell'elettronica più di un genere musicale, attingendo al pop rock, all'alternative rock e all'indie rock.

## Storia del gruppo

### Formazione e primi anni (1995-1996)
A metà degli anni novanta i due fratelli Paul e Ross Godfrey, originari di Hythe (Kent), appassionati di generi musicali diversi (hip hop l'uno e blues, rock e folk l'altro) lasciano la città di Folkestone e si trasferiscono a Londra. Nel 1995, dopo aver coprodotto sei tracce dell'album Feelings di David Byrne, ad una festa nel borgo di Greenwich incontrano la cantante britannica Skye Edwards che in quel periodo faceva la disegnatrice di moda e, colpiti dalla sua voce, decidono di contattarla per formare un nuovo gruppo. Il trio incomincia quindi le prove nel piccolo studio della casa dei gemelli e subito riesce a trovare un'ottima intesa, scegliendo di chiamarsi Morcheeba.
Il nome morcheeba nacque dall'unione di MOR (Middle Of the Road, espressione inglese che indica un genere musicale affine allo smooth jazz) e cheeba, nome gergale della cannabis.

### Le prime pubblicazioni (1996-1999)
Nel 1995 il gruppo firma un contratto discografico con la China Records assumendo anche un manager, Paul Ablett. Dopo alcuni mesi di lavoro, dagli studi di Clapham, a Londra, esce il singolo Trigger Hippie, con un video musicale cui segue, il 24 settembre 1996, l'album Who Can You Trust?. Il disco ha un inaspettato successo: rimane al 57º posto per undici settimane nella classifica inglese e viene lodato sia dal pubblico che dalla critica che apprezza in particolare la voce di Skye mescolata ai suoni dei Godfrey e viene certificato disco d'argento in Regno Unito. Dall'album, vengono estratti altri tre singoli: Never an Easy Way, Tape Loop e The Music That We Hear (Moog Island) che amplificano il bacino d'utenza della band che, dopo aver accompagnato Fiona Apple e i Live nei loro tour negli Stati Uniti d'America e in Europa, acquisterà un nuovo studio e collaborerà nuovamente con David Byrne, stavolta come gruppo.
Nel 1998, preso il loro nuovo studio, i Morcheeba confrontano nuove idee per l'album Big Calm, iniziano la registrazione del disco il giorno di Natale e lo ultimano nella primavera del 1999. L'album, anticipato dal singolo The Sea, vende milioni di copie raddoppiando così il successo ottenuto col precedente album e viene certificato disco d'oro in Canada nonché disco di platino negli UK e in Francia. Vengono quindi pubblicati nuovi singoli: Blindfold, Let Me See e Part of the Process. Questo porta la band ad entrare nella Top 20 della classifica degli album del Regno Unito classificandosi al 18º posto per ben centotredici settimane e a partecipare a numerosi festival e apparizioni, tra cui una alla Royal Albert Hall di Londra.

### Il successo mondiale conRome Wasn't Built in a Day(2000)
Al rientro in Inghilterra i tre membri del gruppo decidono di prendersi un periodo di pausa, ma quasi subito dopo cambiano idea e registrano l'album Fragments of Freedom, su cui si dedicano per un anno intero nel loro studio di Clapham. Il disco, pubblicato il 7 agosto 2000, contiene numerosi contaminazioni di vari generi musicali, tra cui disco music, rap e funky, risultando meno malinconico dei precedenti. L'album rimane per trentadue settimane al 6º posto in classifica, viene certificato disco d'oro in Regno Unito, disco di platino in Francia, e triplo disco di platino in Italia. A differenza del pubblico, entusiasta specialmente del singolo Rome Wasn't Built in a Day che diventa ben presto un hit in tutto mondo (specialmente in Nuova Zelanda e in Italia, dove si piazza nelle prime posizioni delle classifiche), l'allontanamento dal trip-hop lascia la critica delusa. La canzone riceve inoltre numerosi riconoscimenti e nella classifica delle migliori canzoni del 2000 di MTV si trova in quarta posizione, subito dietro I'm Outta Love di Anastacia, mentre è al primo posto nella classifica delle migliori canzoni dell'estate dello stesso anno. Al fortunato singolo seguono altri due: Be Yourself e World Looking In che ottengono tuttavia minor successo. In seguito, i Morcheeba vengono candidati agli Italian Music Awards come Miglior gruppo internazionale del 2000 per poi esibirsi all'Heineken Jammin' Festival a Imola.

### Charangoe l'abbandono di Skye (2002-2005)
Dopo aver inciso un Back to Mine nel 2001, il 2 luglio 2002 tornano con un nuovo LP dal titolo Charango. A questo lavoro collaborano Nick Ingman (registrazioni orchestrali), Pino Palladino (basso), Kurt Wagner (cantante dei Lambchop), Slick Rick, pioniere dell'hip hop, ed il rapper Pacewon (Outsidaz). Il singolo di lancio, Otherwise, ottiene numerosi passaggi in TV e radio, diventando il singolo più trasmesso dell'album rispetto ai successivi: Way Beyond e Undress Me Now. L'album entra nella Top 10 delle classifiche inglesi: si classifica infatti al 7º posto per undici settimane e diventa uno degli album di maggior successo della band, venendo certificato disco d'oro in Regno Unito, e infatti i Morcheeba ricevono la seconda candidatura agli Italian Music Awards come Miglior gruppo internazionale del 2002. L'anno seguente, duettano con il rapper statunitense Big Daddy Kane in What's Your Name, unico singolo contenuto nel greatest hits, Parts of the Process (The Very Best of Morcheeba) che riceve un'ottima accoglienza anche dalla critica, riuscendo ad arrivare alla posizione numero 6° per dodici settimane nella classifica inglese e ad aggiudicarsi il disco d'oro in Regno Unito. Successivamente, i Morcheeba intraprenderanno il primo tour significativo dal 1998 negli Stati Uniti d'America, con i filmati dei concerti viene creato il primo DVD intitolato Morcheeba: From Brixton to Beijing.
Dopo aver inciso cinque album, nel 2004 Skye, durante una vacanza, riceve una chiamata del manager del gruppo che le comunica la sua espulsione dalla band, a causa di divergenze con il resto dei componenti, così decide di intraprendere una carriera da solista lasciando Paul e Ross alla ricerca di una nuova cantante per il gruppo.

### The AntidoteeDive Deep(2005-2008)

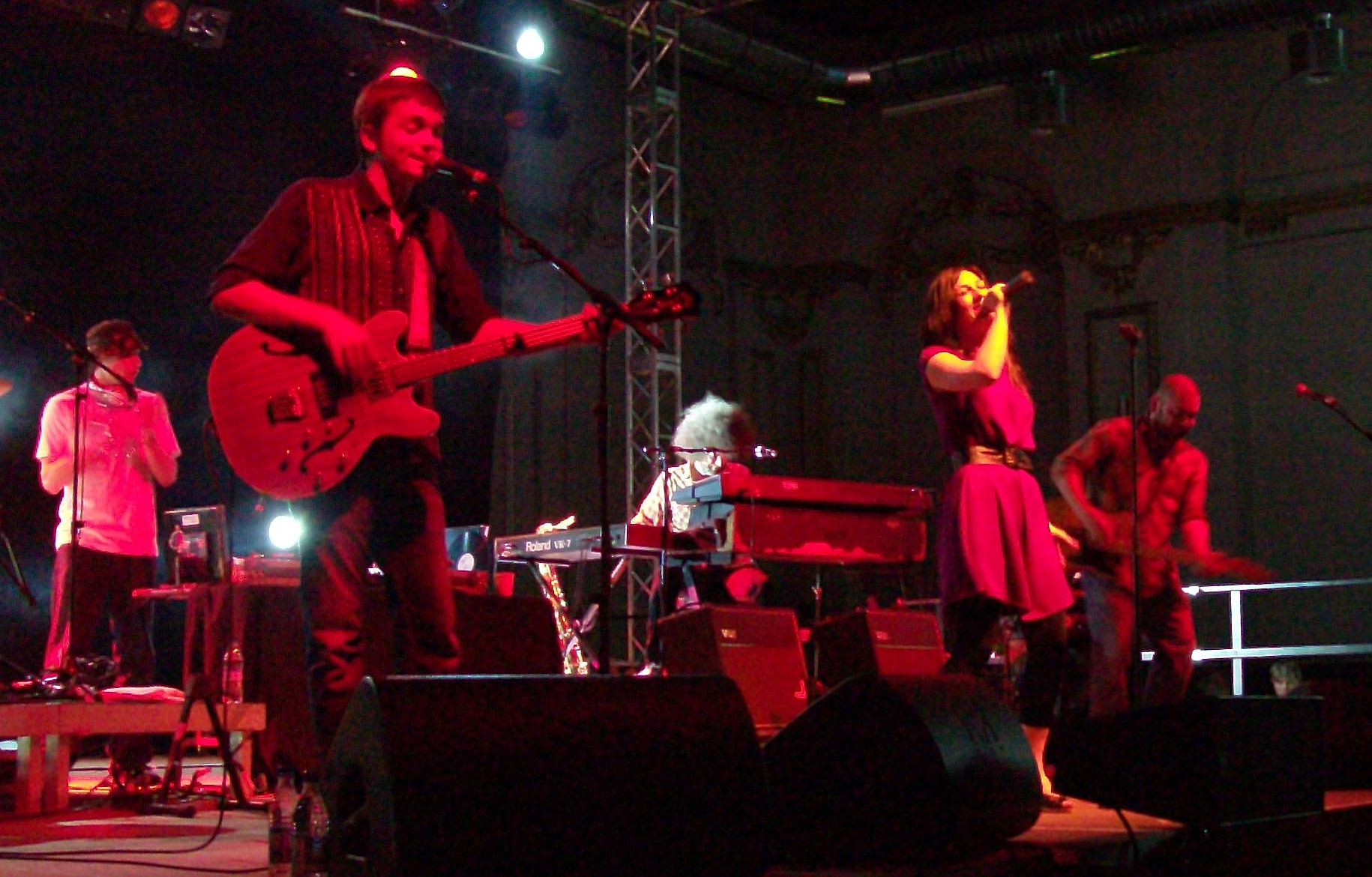
I Morcheeba nel 2008

Nella primavera del 2005, precisamente il 9 maggio, il gruppo pubblica il quinto album, The Antidote supportato dai singoli Wonders Never Cease, Lighten Up e Everybody Loves a Loser. In questo lavoro, Skye viene sostituita da Daisy Martey, già vocalist dei Noonday Underground e viene anche cambiata l'etichetta discografica: si passa alla Echo Records. L'album riceve opinioni contrastanti specialmente da parte della critica, in particolare la rivista Pitchfork contestava la sostituzione di Skye con Daisy Martey scrivendo che è come «un'Angela Lansbury che sostituisce una Marilyn Monroe», tuttavia l'album si classifica al 7º posto per quattro settimane nella classifica inglese.
Daisy Martey però non si esibirà mai nei live: sebbene non sia stata estromessa formalmente dal gruppo, a cantare nei tour sarà Jody Sternberg, una corista/sassofonista australiana. Non affidandosi più ad una cantante sola, il cuore della band rimane la coppia di fratelli, permettendo una flessibilità maggiore.
Dopo diversi anni di pausa, il 4 febbraio 2008 il gruppo pubblica l'album Dive Deep, che viene accolto positivamente dal pubblico e dalla critica, arrivando seppur per una sola settimana, al 59º posto nella classifica inglese. Partecipano come ospiti di questo disco: Thomas Dybdahl, la cantante Judie Tzuke, il cantante e chitarrista Bradley Burgess, il rapper Cool Calm Pete e la cantante francese Manda. Quest'ultima insieme a Burgess seguiranno il gruppo nel tour del 2008. Dall'album vengono estratti due singoli: Enjoy the Ride e Gained the World che ottengono numerosi consensi.

### Il ritorno di Skye e gli albumBlood Like LemonadeeHead Up High(2010-2013)

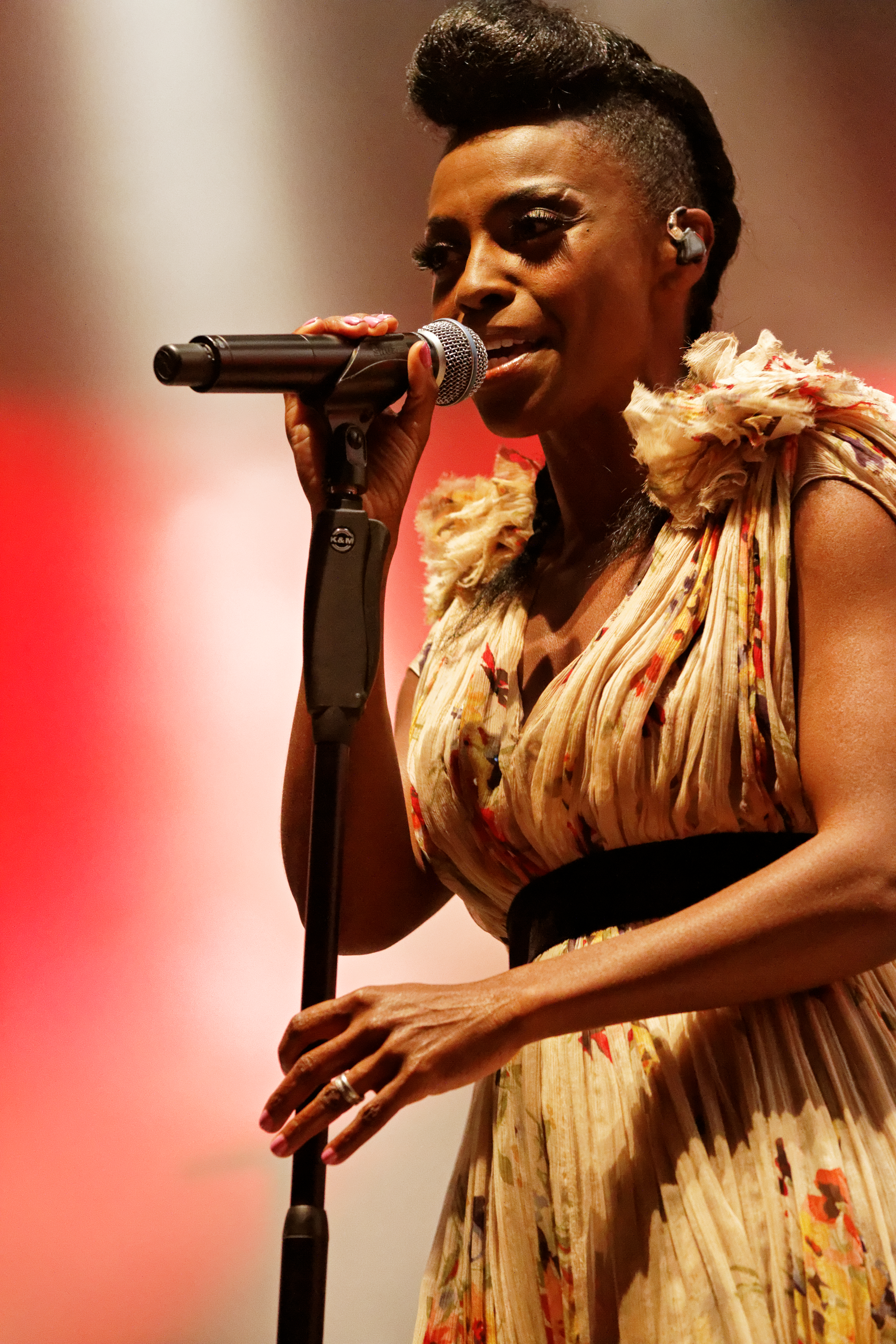
Skye Edwards in concerto nel 2014.

Nel 2010 Skye incontra casualmente Ross a Londra e così, avendo recuperato i rapporti, a febbraio 2010, ritorna a lavorare con il gruppo e fa il suo ritorno dal vivo in Svizzera il 9 aprile seguente. Il gruppo pubblica così il suo settimo album Blood Like Lemonade che viene pubblicato il 7 giugno 2010 con la formazione iniziale, dall'album viene estratto il singolo Even Though e successivamente il singolo Blood Like Lemonade, ottenendo un riscontro positivo dalla critica e dal pubblico.
Il 14 ottobre 2013 viene pubblicato l'LP Head Up High, anticipato dal singolo Gimme Your Love, anche questo album è apprezzato sia dalla critica che dal pubblico seppur mantenendo solo il 99º posto una sola settimana nella classifica inglese. Per promuovere l'album, la band ha intrapreso un tour mondiale nello stesso anno. Paul però non prende parte ai live dove viene sostituito dal musicista James Anthony.

### Little Mountain (2014)
Nel 2013 Ross Godfrey fonda il gruppo Little Mountain con Ste Forshaw e Amanda Zamolo. L'anno successivo i tre pubblicheranno un album.

### Skye and Ross (2015-2016)
Il 7 novembre 2015, i Morcheeba presentano con dei post sulla loro pagina Facebook e Twitter, due inediti del nono album in studio: All My Days e Clear My Mind. Successivamente, il 9 dicembre, sempre attraverso social network, la band ha confermato l'uscita dell'album prevista nel 2016 annunciando che il disco porterà la firma di Skye and Ross in quanto autori dell'album.
Il 2 settembre 2016 è stato pubblicato l'album Skye and Ross.

### Blaze Away(2018-2020)
Dopo la parentesi Skye and Ross, il 1º giugno 2018 esce l'album in studio Blaze Away. dal quale sono tratti i singoli Never Undo e l'omonimo Blaze Away.

### Blackest Blue(2021)
Il 27 gennaio 2021 pubblicano il singolo Sounds of Blue. Annunciano l'uscita del decimo album in studio Blackest Blue per il 14 maggio dello stesso anno.

### Escape the Chaos(2025)
Il 23 maggio 2025 verrà pubblicato l'album in studio Escape the Chaos, con 10 brani inediti, anticipato dall'uscita dei singoli Call for Love e We Live and Die.

## Formazione
Ultima
- Skye Edwards – voce (1996-2005, 2010-presente)
- Ross Godfrey – chitarra elettrica, tastiere (1996-presente)

Ex componenti
- Daisy Martey – voce (2005-2010)
- Paul Godfrey – beats, arrangiamenti, basi (1996-2013)

Cronologia

## Discografia

### Album in studio
- 1996 – Who Can You Trust?
- 1998 – Big Calm
- 2000 – Fragments of Freedom
- 2002 – Charango
- 2005 – The Antidote
- 2008 – Dive Deep
- 2010 – Blood Like Lemonade
- 2013 – Head Up High
- 2018 – Blaze Away
- 2021 – Blackest Blue
- 2025 – Escape the Chaos

### Album live
- 1998 – La Boule Noire

### Raccolte
- 2003 – Parts of the Process (The Very Best of Morcheeba)
- 2005 – The Platinum Collection
- 2005 – Get Mashed (by Kool DJ Klear)

### Singoli
- 1996 – Trigger Hippie
- 1996 – Never an Easy Way
- 1996 – Tape Loop
- 1996 – The Music That We Hear (Moog Island)
- 1998 – Shoulder Holster
- 1998 – The Sea
- 1998 – Blindfold
- 1998 – Let Me See
- 1998 – Part of the Process
- 1998 – Summertime
- 2000 – Rome Wasn't Built in a Day
- 2000 – Be Yourself
- 2000 – World Looking In
- 2002 – Otherwise
- 2002 – Way Beyond
- 2002 – Undress Me Now
- 2003 – What's Your Name
- 2005 – Wonders Never Cease
- 2005 – Lighten Up
- 2005 – Everybody Loves a Loser
- 2008 – Enjoy the Ride
- 2008 – Gained the World
- 2010 – Even Though
- 2010 – Blood Like Lemonade
- 2013 – Gimme Your Love
- 2013 – Make Believer
- 2018 – Never Undo
- 2018 – Blaze Away
- 2018 – It's Summertime
- 2021 – Sounds of Blue

### Collaborazioni in colonne sonore
- Buffy l'ammazzavampiri con Never an Easy Way
- Hung - Ragazzo squillo con Everybody Loves a Loser
- Traffic con On The Rhodes Again
- I Soprano con Who Can You Trust